# Ostrowite (Dąbrówno)
Ostrowite (deutsch Ostrowitt, 1938 bis 1945 Osterwitt) ist ein Dorf in der polnischen Woiwodschaft Ermland-Masuren. Er gehört zur Gmina Dąbrówno (Landgemeinde Gilgenburg) im Powiat Ostródzki (Kreis Osterode in Ostpreußen).

## Geographische Lage
Ostrowite liegt im Südwesten der Woiwodschaft Ermland-Masuren, 30 Kilometer südöstlich der Kreisstadt Ostróda (deutsch Osterode in Ostpreußen).

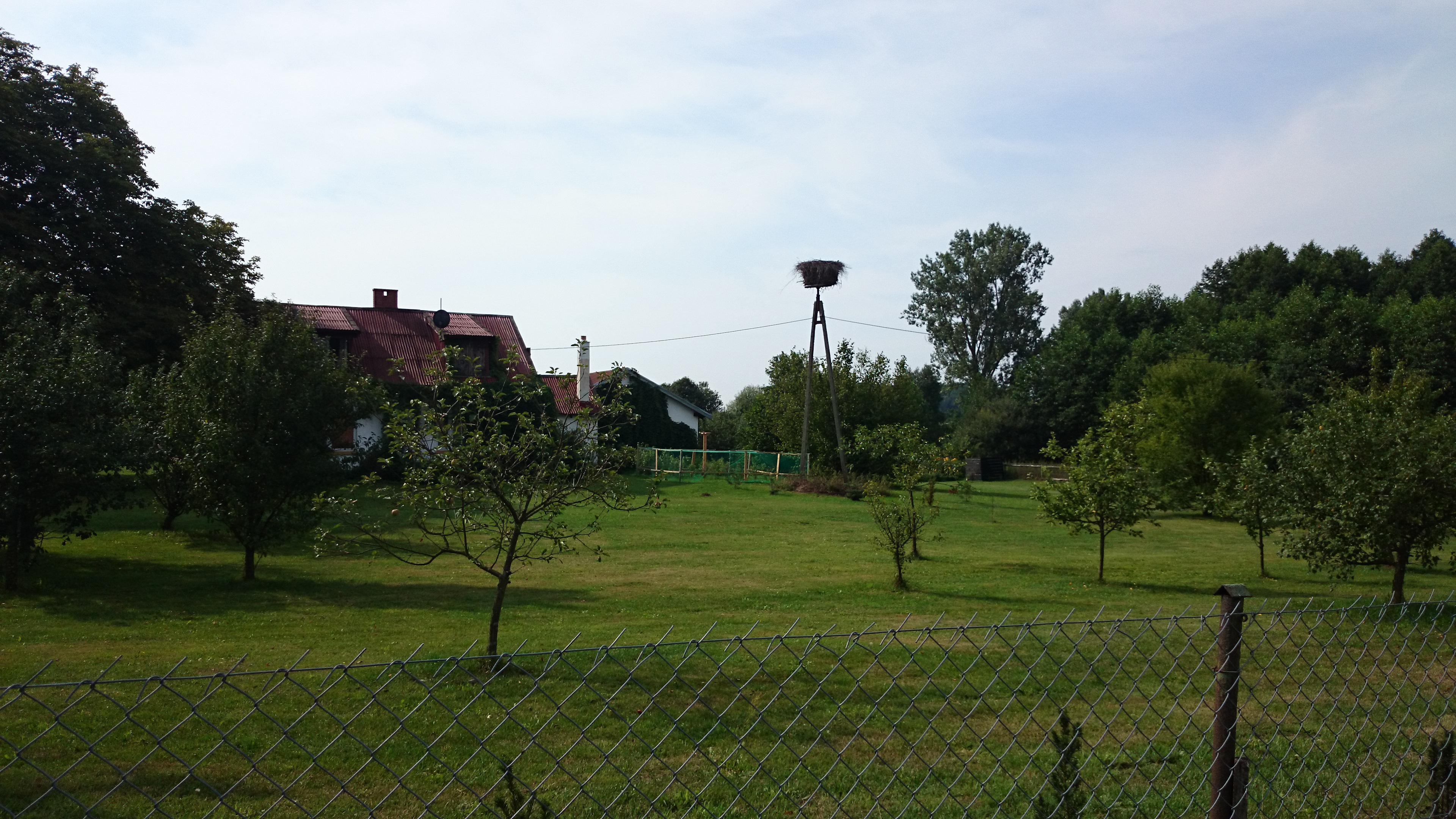
Storchennest in Ostrowite

## Geschichte

### Ortsgeschichte
Ostrowitt, nach 1785 Ostrowith und nach 1820 Osterwit genannt, entstand auf einem Gelände von 1440 Hufen, das 1321 an Peter von Heselicht verliehen wurde. Als Landgemeinde und als Gutsbezirk kam Ostrowitt in zwei Verwaltungsorganen 1874 zum Amtsbezirk Heeselicht (polnisch Leszcz) im Kreis Osterode in Ostpreußen.
Im Jahre 1910 zählte die Landgemeinde Ostrowitt 184 und der Gutsbezirk Ostrowitt 108 Einwohner. Am 30. September 1928 verlor der Gutsbezirk Ostrowitt seine Eigenständigkeit und wurde in die Landgemeinde Ostrowitt eingemeindet. In der so veränderten Landgemeinde wurden 1933 insgesamt 295 Einwohner registriert.
Aus politisch-ideologischen Gründen der Abwehr fremdländisch klingender Ortsnamen wurde Ostrowitt am 3. Juni – amtlich bestätigt am 16. Juli – 1938 in „Osterwitt“ umbenannt. 1939 wurden hier 286 Einwohner gezählt.
Mit dem gesamten südlichen Ostpreußen musste Osterwitt 1945 in Kriegsfolge an Polen überstellt werden. Das Dorf erhielt die polnische Namensform „Ostrowite“ und ist heute eine Ortschaft im Verbund der Gmina Dąbrówno (Landgemeinde Gilgenburg) im Powiat Ostródzki (Kreis Osterode in Ostpreußen), bis 1998 der Woiwodschaft Olsztyn, seither der Woiwodschaft Ermland-Masuren zugehörig. Im Jahre 2011 zählte Ostrowite 99 Einwohner.

### Gut Ostrowitt/Osterwitt
Das Gut Ostrowitt gelangte im 16./17. Jahrhundert in das Eigentum der Familie „Finck von Finckenstein“. Nach deren Insolvenz wurde es 1831 versteigert und kam in den Besitz des Oberstleutnant a. D. Leopold Burggraf und Graf zu Dohna-Reichertswalde. Wohl im 20. Jahrhundert wurde das Gut aufgesiedelt. Restgutsbesitzer waren der Bürgermeister Friedrich Kersten sowie Julius Prick.
Im einstigen Gutspark steht nahe der Dorfstraße eine etwa 600 Jahre alte Linde. Innen hohl und gespalten wurde sie 1937 unter Naturschutz gestellt. Der Legende nach hat der litauische Großfürst und polnische König Jagiello unter dieser Linde gefrühstückt, als er der Schlacht von Tannenberg 1410 entronnen war.

## Kirche
Bis 1945 war Ostrowitt resp. Osterwitt in die evangelische Kirche Heeselicht (polnisch Leszcz) in der Kirchenprovinz Ostpreußen der Kirche der Altpreußischen Union, außerdem in die römisch-katholische Kirche der Stadt Gilgenburg (polnisch Dąbrówno) im Bistum Ermland eingepfarrt.
Heute in Ostrowite lebende evangelische Einwohner orientieren sich zur Kirche in Gardyny ((Groß) Gardienen), einer Filialkirche der Pfarrei Nidzica (Neidneburg) in der Diözese Masuren der Evangelisch-Augsburgischen Kirche in Polen. Die römisch-katholischen Einwohner sind der St.-Trinitatis-Kirche Leszcz (Heeselicht), Tochterkirche von Dąbrówno, im Erzbistum Ermland zugeordnet.

## Verkehr
Ostrowite liegt östlich der Woiwodschaftsstraße 542 und ist  von Samin (Seemen) über Saminek (Schönweäldchen) auf direktem Wege zu erreichen. Eine Anbindung an den Bahnverkehr besteht nicht.